# Fritz Wecke

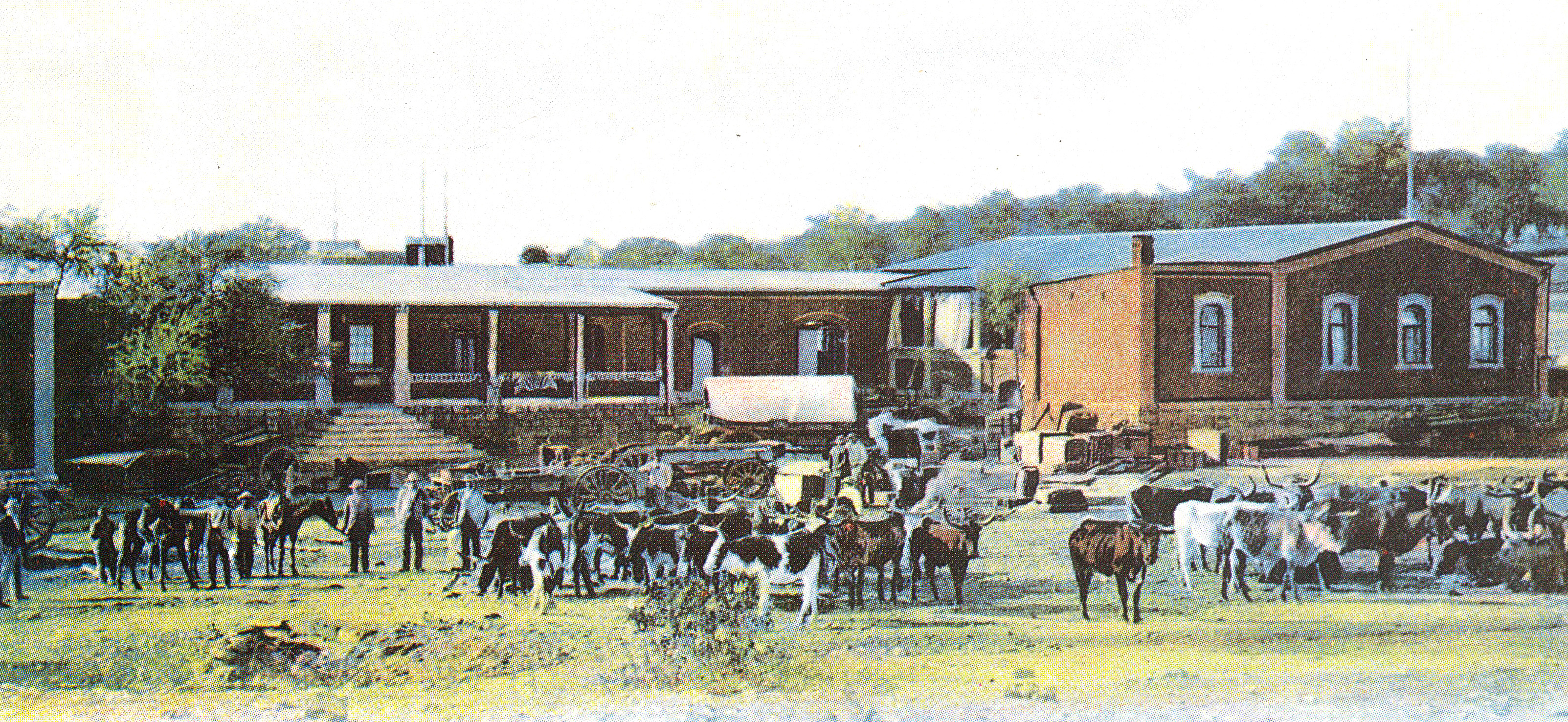
Rinder vor dem Laden von Wecke & Voigts in Windhoek (um 1900)

Fritz Wecke (* 19. Jahrhundert; † 26. April 1913 in Swakopmund) war ein deutsch-südwestafrikanischer Unternehmer. Er gründete 1892 gemeinsam mit den Brüdern Gustav Voigts und Albert Voigts in Deutsch-Südwestafrika (Namibia) das noch heute (Stand Oktober 2019) bestehende Handelshaus Wecke & Voigts.
Wecke war vor seinem Engagement in Deutsch-Südwestafrika bereits als Handelsunternehmen in Schoonzicht in Transvaal (Südafrikanische Republik) aktiv.
Sein Sohn, Fritz Wecke Junior führte später die Farm Okombahe  bei Okahandja.